# 大嶺巧
大嶺 巧（おおみね たくみ、3月21日 - ）は日本で活動するシンガー、ダンサーおよびミュージカル俳優である。沖縄県出身。

## 来歴
小学2～3年生から姉と一緒にバレエ教室に通う。
1998年沖縄アクターズスクールボーイズオーディションにて、グランプリ受賞。B.B.WAVESの男子メンバーとして活動。
2002年ユニバーサル・スタジオ・ジャパンに入社し、シンガー・ダンサー・MCとして勤務していた。(ファンキーフリーダ、ユニバーサル・モンスター・ライブ・ロックンロール・ショーのドラキュラ役等多数)
ユニバーサル・スタジオ・ジャパン退社後はフリーとして2015年まで拠点をアメリカに移す。仕事は声を使ったもの（ボイスオーバーやナレーション）を中心に、クルーズ船でのパフォーマンス、CM出演等を現地で請け負った。
2015年の劇団四季への客演出演以降は、日本のみならず世界のイベントや公演などに出演している。

## 人物
- アメリカ人の祖父がおり、クォーター[1]。
- 趣味は旅行、ウォーキング、舞台鑑賞[5]。

## 主な出演作品
- キャッツ（2015)～2018年ラム・タム・タガー役[6]

※括弧内の年は初出演年
ユーミン×帝劇 「朝陽の中で微笑んで」2017年
ナターシャ・ピエール ・アンド・ ザ ・グレートコメット ・オブ ・1812 (東京芸術劇場) 2019年
2019年全国公演　ミュージカル『レ・ミゼラブル』バベ役
『星の大地に降る涙 ーTHE MUSICALー』 地球ゴージャス 二十五周年祝の祭公演(舞浜アンフィシアター)2020年　カリス役
『CLUB BERONICA』劇団Fierce　2020年.2021年　エリアス役
『オオサカvampire』劇団Fierce　2020年　イライジャ役
SAZAEさんと家族で『目抜き通り』歌ってみた【勝手に】　　「MASUOさん」役　(魅惑のかちひろこ2021.6.26)
『オオサカVampire -Significato della vita-』劇団Fierce　2021年　イライジャ役
『October Sky－遠い空の向こうに－』　2021年　アール役
『The View Upstairs-君と見た、あの日-』 2022年2月、警察官・不動産業者ほか 役
『ワンピース・プレミアショー2022・USJ』　2022年7月1日～ ユーディ超BIG大元帥役、ナルシー役